# Saint-Vaast-en-Cambrésis
Saint-Vaast-en-Cambrésis é uma comuna francesa na região administrativa de Altos da França, no departamento do Norte. Estende-se por uma área de 4.42 km². Em 2010 a comuna tinha 880 habitantes (densidade: 199,1 hab./km²).